# Сан-Паскуаль (Авіла)
Сан-Паскуаль (ісп. San Pascual) — муніципалітет в Іспанії, у складі автономної спільноти Кастилія-і-Леон, у провінції Авіла. Населення — 49 осіб (2010).
Муніципалітет розташований на відстані близько 100 км на північний захід від Мадрида, 25 км на північ від Авіли.

## Демографія
Динаміка населення (INE ):